# Xylocopa maesoi
Xylocopa maesoi är en biart som beskrevs av Dusmet y Alonso 1924. Xylocopa maesoi ingår i släktet snickarbin, och familjen långtungebin. Inga underarter finns listade i Catalogue of Life.